# Zlati zidak
Zlati zidaki so bile nagrade, ki so jih podelili v okviru glasbene oddaje in videolestvice Videozid za glasbene in druge ustvarjalne dosežke na domači (glasbeni) sceni v letu 2011. Podelili so jih v sklopu treh decembrskih oddaj Videozidu (27.–29. december 2011). Zidaki so bili podeljeni le enkrat, saj je bil Videozid s pomladjo 2012 ukinjen.
Strokovni zlati zidaki (nagrade žirije):
- skupina leta: Tide (nominirana sta bila tudi Siddharta in Moveknowledgement)
- videospot leta: Generacija Y – Puppetz (nominirana sta bila tudi Santa Barbara – Dadi Daz in Ready to Go – The Tide)
- koncertni dogodek leta: Val 011 (nominirana sta bila tudi koncert Siddharte in Schengenfest 2011)
- mladinski kulturni center leta: Pri rdeči ostrigi (Škofja Loka)

O njih je odločala strokovna žirija v sestavi Miroslav Akrapović, Jernej Vene in Tomaž Grubar.
Zlati zidaki popularnosti (nagrade občinstva):
- najvišji skok novitete na lestvici: Trbowska – Red Five Point Star
- videospot, ki se je najdlje zadržal na vrhu lestvice: Adieu – Tide
- najpopularnejši videospot leta: Vem, da lahko! – Skalp
- art model leta: Dizzy Strings
- lifestyle model leta: Hipi Medved (Zoran Grabarac) iz prispevka 300 kosmatih
- športni model leta: Kiter (Jari Stepanov)

O njih je odločalo občinstvo z glasovanjem na Facebooku in soustvarjanjem videolestvice skozi celotno sezono.